# 開明村
開明村（かいめいむら）は、かつて愛知県中島郡にあった村。
現在の一宮市開明（旧・尾西市開明）にあたる。

## 歴史
- 1878年（明治11年） - 野府村と小原新田が合併し、開明村になる。
- 1889年（明治22年）10月1日 - 開明村と宮後村が合併し、開明村が発足[1]。
- 1899年（明治32年）8月21日 - 開明村の一部（旧・宮後村）が分離し、神戸村に編入される[1]。
- 1906年（明治39年）5月10日 - 開明村は神戸村、馬寄村と合併し、今伊勢村が発足[1]。
- 1955年（昭和30年）4月1日 - 今伊勢町が分割され、開明地区（旧・開明村）は尾西市に、残部は一宮市にそれぞれ編入される[1]。